# Jason Isbell
Jason Isbell (* 1. Februar 1979 in Green Hill, Alabama) ist ein US-amerikanischer Musiker. Er wird Genres wie Country-Rock, Americana/Alternative Country oder auch Southern Rock zugeordnet.

## Privatleben
Isbell war ab 2002 mit Shonna Tucker verheiratet, die zu dieser Zeit Bassistin der Drive-by Truckers war. Die Ehe scheiterte einige Jahre später. Gründe waren insbesondere die Alkoholkrankheit und der Drogenkonsum von Isbell. 2013 heiratete er die Singer-Songwriterin und Violinistin Amanda Shires, mit der er eine Tochter hat. Im Februar 2024 hat Isbell die Scheidung eingereicht.

## Karriere
Jason Isbell begann seine Karriere als Gitarrist und Songwriter der Drive-By Truckers und war auch dabei, als die Alternative-Country-Band Mitte der 2000er ihren Durchbruch hatte. 2007 beschloss er jedoch eine eigene Karriere zu starten und stieg aus. Sein erstes Album Sirens of the Ditch, das er im selben Jahr mit Begleitband als Jason Isbell and the 400 Unit veröffentlichte, war ein Achtungserfolg und erreichte Platz 33 der Independent-Charts. Zwei Jahre später folgte Album Nummer zwei mit dem Bandnamen als Titel und diesmal erreichte er eine Platzierung in den offiziellen Albumcharts. Die ersten Jahre waren aber vor allem geprägt durch seine ausgiebigen Touren mit über 200 Auftritten pro Jahr.
2010 kehrte er in seine Heimat im Norden des Bundesstaats Alabama zurück, der von den wirtschaftlichen Veränderungen besonders betroffen war und verarbeitete die Beobachtungen und Erfahrungen in seinem dritten Album Here We Rest. Es wurde von der Kritik gelobt und brachte ihn erstmals in die Top 100 der Albumcharts. Das nachfolgende Album Southeastern wurde noch nachdenklicher und persönlicher und erhielt ebenfalls viel Kritikerlob. Es war das erste Album, das er nur noch unter seinem eigenen Namen veröffentlichte. In den Charts brachte ihn das Werk weiter nach oben.
Der große Erfolg stellte sich dann 2015 mit dem Album Something More Than Free ein. Sein fünftes Album erreichte Platz 6 der offiziellen Albumcharts und war Spitzenreiter der Rock-, Folk- und Country-Charts. Auch international war Isbell damit erfolgreich und platzierte sich unter anderem in Großbritannien, Australien und Skandinavien. Mit dem Album und dem darauf enthaltenen Song 24 Frames gewann er bei den Grammy Awards 2016 zwei Auszeichnungen.
Im Jahr 2023 gehörte er zum Schauspielensemble von Martin Scorseses Spielfilm Killers of the Flower Moon, in dem er die Nebenrolle des Bill Smith übernahm.

## Auszeichnungen
Grammy Awards
- 2016: Best American Roots Song für 24 Frames (Songwriting)
- 2016: Best Americana Album für Something More Than Free
- 2018: Best American Roots Song für If We Were Vampires (Songwriting)
- 2018: Best Americana Album für The Nashville Sound

## Diskografie
Alben
- Sirens of the Ditch (2007)
- Live at Twist & Shout 11.16.07 (Livealbum, 2008)
- Jason Isbell and the 400 Unit (2009)
- Here We Rest (2011)
- Live from Alabama (Livealbum, 2012)
- Southeastern (2013)
- Something More Than Free (2015)
- The Nashville Sound (2017)
- Live from the Ryman (2018)
- Reunions (2020, veröffentlicht als Jason Isbell & the 400 Unit)
- Foxes in the Snow (2025)

Lieder
- Cover Me Up (2013, US: Gold)[4]
- Guts (Kate Tempest & Loyle Carner, 2014)
- Tierney Terrace (2015)
- The Isle of Arran (2016)
- Ain’t Nothing Changed (2016)
- If We Were Vampires (2018, US: Gold)
- Sad but True auf The Metallica Blacklist (2021)